# Pinguicula hemiepiphytica
Pinguicula hemiepiphytica är en tätörtsväxtart som beskrevs av S. Zamudio och J. Rzedowski. Pinguicula hemiepiphytica ingår i släktet tätörter, och familjen tätörtsväxter. Inga underarter finns listade i Catalogue of Life.